# Keefe Brasselle
Keefe Brasselle – eigentlich John Brasselli –  (* 7. Februar 1923 in Elyria, Ohio; † 7. Juli 1981 in Downey, Kalifornien) war ein US-amerikanischer Schauspieler, Filmproduzent und Autor.

## Leben
Seine Premiere hatte Brasselle in einem von der US-Regierung im Zweiten Weltkrieg in Auftrag gegebenen Film mit dem Titel USS VD: Ship of Shame (1942), der junge Soldaten vor Geschlechtskrankheiten warnen sollte. 1951 spielte Brasselle an der Seite von Montgomery Clift und Elizabeth Taylor in dem auf einer Geschichte von Theodore Dreiser basierenden Filmdrama Ein Platz an der Sonne eine tragende Rolle. In dem 1952 erschienenen Film Mädels ahoi stellte er den Song I Get a Funny Feeling vor und in dem 1955 angelaufenen Musicalfilm Bring Your Smile Along den Italian Mother Song (Mama Mia) sowie den Song Side By Side. Ersteren sang er zusammen mit Frankie Laine und Constance Towers, letzteren mit Frankie Laine allein. In dem 1957 angelaufenen Filmdrama Westlich von Suez spielte Brasselle eine der Hauptrollen und führte zusammen mit Arthur Crabtree auch Regie. Für die Fernsehserie The Cara Williams Show schrieb er für zwei Folgen die jeweilige Geschichte, für eine weitere Folge fungierte er als Produzent; ebenso produzierte er auch eine Folge der Fernsehserie Schiff ahoi – Von Seebären und Landratten. In der Filmkomödie If You Don’t Stop It… You’ll Go Blind!!! von 1975 führte Brasselle zusammen mit I. Robert Levy Regie und spielte sich selbst.
Bei den 26th Annual Academy Awards 1954 war Brasselle unter den Präsentatoren. Zusammen mit Marilyn Erskine überreichte er die Oscars für den „Besten animierten Kurzfilm“ (Cartoon) und den „Besten Kurzfilm“ (2 Filmrollen) an Walt Disney sowie für den „Besten Kurzfilm“ (1 Filmrolle) an Johnny Green.
Eine enge Freundschaft verband Brasselle mit dem Präsidenten von CBS James Thomas Aubrey Jr. Wegen der Gründung einer eigenen Produktionsfirma innerhalb der CBS, die Aubrey Brasselle ermöglichte, kam es zu einer Klage gegen beide, die von Aktionären der CBS angestrengt worden war. 1965 und nach einem langen Kampf vor Gericht verlor Aubrey seinen Präsidentenposten. Brassille schrieb darüber 1968 das Buch The Cannibals: A novel about television’s savage chieftains, der kaum verhüllte Anspielungen enthielt. 1973 verfasste er eine Fortsetzung unter dem Titel The Barracudas, in der er Personen aus dem Showgeschäft, mit denen er gearbeitet hatte, angriff, so auch den Komiker Jack Benny.

## Privates
In erster Ehe war Brasselle von 1942 bis 1956 mit Norma Jean Aldrich verheiratet, mit der er ein Kind hatte. Ende Dezember 1956 heiratete Brasselle die Sängerin und Schauspielerin Arlene DeMarco, die zu der seinerzeit berühmten Gesangsgruppe „The Marco Sisters“ gehörte. Aus der Ehe gingen zwei Kinder hervor. Die gemeinsame Tochter Melissa wurde ebenfalls Schauspielerin. Die Ehe wurde 1967 geschieden. Brasselles Enkelin Hayley (* 1998), die aus der Ehe seiner Tochter Melissa mit dem Hollywood-Stuntman Robert Sanchez stammt, hat sich ebenfalls der Schauspielerei verschrieben.
Im Jahr 1961 brannte es in einem Nachtclub, der Brasselle gehörte, wobei der Verdacht der Brandstiftung im Raum stand, da leere Benzinkanister am Tatort gefunden worden waren. 1981 verstarb der Schauspieler im Alter von 58 Jahren infolge einer Lebererkrankung.

## Filmografie (Auswahl)
- 1942: USS VD: Ship of Shame
- 1944: Janie
- 1944: Three Little Sisters
- 1947: Geheimagent T (T-Men)
- 1948: The Babe Ruth Story
- 1949: Verführt (Not Wanted)
- 1950: Lügende Lippen (Never Fear)
- 1951: Ein Platz an der Sonne (A Place in the Sun)
- 1951: Anwalt des Verbrechens (The Unknown Man)
- 1951: It’s a Big Country: An American Anthology
- 1952: Mädels ahoi (Skirts Ahoy!)
- 1953: The Eddie Cantor Story
- 1954: Drei aus Texas (Three Young Texans)
- 1955: Bring Your Smile Along
- 1956–1960: The Red Skelton Show (Fernsehserie, 3 Folgen)
- 1957: Westlich von Suez (West of Suez)
- 1958: Death Over My Shoulder
- 1963: The Keefe Brasselle Show
- 1972: Schwarzes Dynamit (Black Gunn)
- 1973: Adam-12 (Fernsehserie, Folge Nightwatch)
- 1975: If You Don’t Stop It… You’ll Go Blind!!!